# OGLE-2016-BLG-1195L b
OGLE-2016-BLG-1195L b est une planète extrasolaire située à près de 13 000 années-lumière de la Terre, en orbite autour de l'étoile OGLE-2016-BLG-1195L. Cette planète a été détectée en 2017 à l’aide de la technique des microlentilles gravitationnelles par l'Institut coréen de science astronomique et spatiale, ainsi que par le télescope spatial Spitzer.
Cette exoplanète a une masse similaire à celle de la Terre et est située à une distance similaire de son étoile hôte que la Terre du Soleil. Cependant, l'étoile hôte est si petite qu'elle n'est peut-être pas du tout une étoile. Il pourrait s'agir « d'une naine brune ou d'une naine ultra-froide », de sorte que la température de la planète pourrait être beaucoup trop froide pour être habitable. Sur la base de ses propriétés actuellement observées, cette  planète « boule de glace » peut être décrite comme une exoplanète très froide comparable en taille à la Terre.

## Dans la culture populaire
La planète a été surnommée « Hoth » en raison de sa ressemblance physique avec une planète de Star Wars. Une exoplanète similaire, OGLE-2005-BLG-390L b, a également été comparée à Hoth, par la NASA.

## Voir également
- OGLE
- Gliese 581 c
- Gliese 581 g
- OGLE-2005-BLG-169L b
- OGLE-2005-BLG-390L b
- OGLE-2016-BLG-1190L b